# من الجحيم (فلم)
من الجحيم (بالإنجليزية: From Hell) هو فيلم رعب تم إنتاجه في الولايات المتحدة وصدر في سنة 2001. من بطولة جوني ديب وهيذر غراهام وإيان هولم وروبي كولترين.

## القصة
الفيلم يحكي قصة في القرن التاسع عشر تحكي عن أمير إنجليزي وقع في غرام فتاة ليل ثم تزوجها وكانت اشبيناتها في عرسها صديقاتها فتيات الليل الخمس وتم الزواج وانجب منها طفلة (اليس) التي تم اخفاؤها. ثم تم تشخيص اصابته بالزهري وكان وريثاً للعرش فأرادت الأسرة المالكة التخلص من هذه الفضيحة سراً الفيلم يحكي كيف خطف الأمير وتم اخفاؤه ثم كيف تم قتل الفتيات اشبينات العروس اللاتي حضرن العرس ببشاعة واستئصال أعضائهن بطريقة مقززة.
ثم أن الضابط الذي تولى التحقيق في القضية وقع في غرام إحدى الفتيات ثم تتوالى الأحداث المرعبة.

## الميزانية والإيرادات
بلغت تكلفة إنتاج الفيلم حوالي 35 مليون دولار بينما حقق أرباحا تقدر بـ 74.5 مليون دولار.

## وصلات خارجية
- مقالات تستعمل روابط فنية بلا صلة مع ويكي بيانات